# Mariah Carey (album)
| Recensione       | Giudizio |
| ---------------- | -------- |
| About.com        |          |
| AllMusic         |          |
| Billboard        | Positivo |
| Robert Christgau | C        |
| Rolling Stone    | Positivo |

Mariah Carey è il primo album in studio dell'omonima cantautrice, pubblicato negli Stati Uniti il 12 giugno 1990 dalla Columbia Records.

## Descrizione
Anche se le vendite furono inizialmente lente, l'album rese Mariah Carey una stella nel suo paese, infatti piano, piano impennarono drasticamente fino ad arrivare a oltre 9 milioni di copie vendute negli Stati Uniti. I quattro singoli estratti dal disco si sono classificati al numero uno della Billboard Hot 100 e l'album è rimasto undici settimane al numero uno nella classifica Billboard 200.
Con la sua combinazione di brani R&B e soul, come nel caso dei singoli Vision Of Love, Love Takes Time e I Don't Wanna Cry, e di ritmi up-tempo, come in Someday e There's Got To Be A Way, l'album impressionò molti critici.
L'album ha venduto più di nove milioni di copie negli Stati Uniti e 15 milioni di copie nel mondo. È il terzo album della cantautrice più venduto, dopo Daydream e Music Box.

## Lavorazione del disco
Dopo aver finalmente stipulato un contratto discografico, Mariah Carey e Ben Margulies erano eccitati all'idea di poter finalmente lavorare e pubblicare i loro pezzi. Le cose andarono tuttavia diversamente.
Dato che Tommy Mottola e altri dirigenti della Sony/Columbia capirono le potenzialità vocali di Mariah, la preparazione dell'album di debutto venne studiata nei minimi dettagli, vietando categoricamente alla cantautrice e al suo coautore la produzione dei pezzi.
Mottola infatti, non apprezzava affatto il tipo di musica proposto dai due, fatto di pezzi soul e hip hop, esigendo che l'album di debutto si ispirasse a quello di Whitney Houston del 1985, con sonorità più pop. Affidò così il lavoro a tre produttori, tra i quali Narada Michael Walden, già produttore dei primi due album della Houston. La cantautrice allora minacciò Tommy Mottola dicendo che avrebbe disdetto il contratto se non le fosse stata affidata almeno una parte della produzione, Mottola ci ripensò così nell'album vennero inseriti diversi pezzi soul ma solamente alcune tracce hip hop.
Delle 20 canzoni scritte da Mariah Carey e Margulies, solo sei vennero scelte per la selezione finale, cosa che fece infuriare la cantautrice , la quale però, non potendo avere voce in capitolo, dovette accettare le scelte della casa discografica.
Mariah scrisse I Don't Wanna Cry, pezzo odiatissimo dalla cantautrice soprattutto per il ricordo di una lavorazione lunga e ricca di contrasti con il produttore.
A pochi giorni dalla stampa finale dell'album, Mottola chiese che nell'album venisse inserito anche il pezzo Love Takes Time, destinato in un primo momento ad un successivo album.
Per l'incisione del pezzo venne chiamato come produttore Walter Afanasieff, con il quale Mariah iniziò un lungo rapporto di amicizia e di proficue collaborazioni artistiche.

## Pubblicazione e successo
L'album debuttò nella Billboard 200 alla posizione No. #80, entrando nella top 20 dopo quattro settimane. Raggiunse la testa della classifica dopo 43 settimane in classifica, restandovi per ben 11 consecutive. Uscì definitivamente dalla classifica solo dopo ben 113 settimane più di 2 anni, ottenendo 9 dischi di platino.
Se negli USA il successo fu straordinario, le cose andarono diversamente nel resto del mondo. L'album riuscì ad imporsi in Canada e nel Regno Unito e Giappone, mentre limitato fu il successo in Brasile e nel resto dell'Europa.
Mariah Carey viene nominato come Album of the Year ai Grammy Awards del 1991, mentre il pezzo Vision Of Love ricevette nomination nelle categorie Song of the Year, Record of the Year e Best Female Pop Vocal Performance; Mariah vinse il premio Best New Artist e Best Female Pop Vocal Performance per Vision Of Love. Per la Carey saranno gli unici Grammy Awards fino al 2006.
L'album è inoltre il più venduto del 1991 con oltre 4 845 000 copie in America.

## Tracce
1. Vision of Love – 3:28 (Mariah Carey, Ben Margulies)
2. There's Got to Be a Way – 4:53 (Mariah Carey, Ric Wake)
3. I Don't Wanna Cry – 4:47 (Mariah Carey, Narada Michael Walden)
4. Someday – 4:06 (Mariah Carey, Ben Margulies)
5. Vanishing – 4:12 (Mariah Carey, Ben Margulies)
6. All in Your Mind – 4:43 (Mariah Carey, Ben Margulies)
7. Alone in Love – 4:11 (Mariah Carey, Ben Margulies)
8. You Need Me – 3:51 (Mariah Carey, Rhett Lawrence)
9. Sent from Up Above – 4:04 (Mariah Carey, Rhett Lawrence)
10. Prisoner – 4:24 (Mariah Carey, Ben Margulies)
11. Love Takes Time – 3:49 (Mariah Carey, Ben Margulies)

## Classifiche
| Classifica (1990) | Posizione massima |
| ----------------- | ----------------- |
| Australia         | 6                 |
| Canada            | 1                 |
| Francia           | 17                |
| Germania          | 24                |
| Giappone          | 13                |
| Norvegia          | 4                 |
| Nuova Zelanda     | 4                 |
| Paesi Bassi       | 6                 |
| Regno Unito       | 6                 |
| Spagna            | 35                |
| Stati Uniti       | 1                 |
| Svezia            | 8                 |
| Svizzera          | 15                |